# خورشیدگرفتگی ۱۲ اکتبر ۱۹۹۶
خورشیدگرفتگی ۱۲ اکتبر ۱۹۹۶ (به انگلیسی: Solar eclipse of October 12, 1996) یک خورشیدگرفتگی از نوع خورشیدگرفتگی جزئی است. این خورشیدگرفتگی در تاریخ ۱۲ اکتبر ۱۹۹۶ میلادی (‎۲۱ مهر ۱۳۷۵ خورشیدی) روی داد که زمان اوج آن، ساعت ۱۴:۰۳:۰۴ به‌وقت ساعت هماهنگ جهانی بوده‌است.